# 吉田之貫
吉田 之貫（よしだ ゆきつら、? - 慶安2年7月14日（1649年8月21日））は、江戸時代前期の武士。真壁藩・笠間藩浅野家の家臣。赤穂四十七士の吉田兼亮・貝賀友信兄弟の父。父は吉田太郎兵衛。妻は貝賀左門の娘。通称は助兵衛（すけべえ）。また諱ははじめ忠重（ただしげ）といった。
赤穂藩移封前の真壁藩や笠間藩の藩主浅野長政や浅野長重に仕えた。慶安2年（1649年）に死去。伝正寺に葬られた。芳名は陽翁道徹禅定門。